# Zwartborstbootsnavel
De zwartborstbootsnavel (Machaerirhynchus nigripectus) is een zangvogel uit de familie Machaerirhynchidae.

## Verspreiding en leefgebied
Deze soort is endemisch in Nieuw-Guinea en telt drie ondersoorten:
- M. n. nigripectus: Vogelkop (noordwestelijk Nieuw-Guinea).
- M. n. saturatus: centraal Nieuw-Guinea.
- M. n. harterti: Huon-schiereiland en zuidoostelijk Nieuw-Guinea.

## Status
De grootte van de populatie is niet gekwantificeerd maar de soort wordt omschreven als vrij algemeen. Op de Rode lijst van de IUCN heeft deze soort de status niet bedreigd.